# Тулупов, Виктор Дмитриевич
Виктор Дмитриевич Тулупов (22 февраля 1931 — 13 марта 2021) — советский и российский учёный в области электротранспортного машиностроения, доктор технических наук, профессор. Лауреат Государственной премии СССР.
Автор свыше 100 научных трудов, в том числе 7 монографий, а также нескольких патентов.

## Биография
Родился в 1931 году.
Окончил Московский энергетический институт в 1954 году. До 1957 года работал на различных должностях на Новочеркасском электровозостроительном заводе. В 1957 году поступил в аспирантуру МЭИ; после её окончания и защиты кандидатской диссертации и до смерти работал на кафедре «Электрического транспорта» МЭИ. В 1977 году Тулупов защитил диссертацию на соискание степени доктора технических наук, с 1978 года — профессор.
Вёл научно-исследовательскую работу в области тягового электропривода и электрооборудования магистрального железнодорожного транспорта. В числе его разработок — системы электрического торможения для электровозов ВЛ80Т и ВЛ12; привод с вентильными тяговыми машинами для электровоза ВЛ80В; системы рекуперативно-реостатного торможения электропоездов постоянного тока.
Являлся членом объединённого учёного совета ОАО «РЖД».
Умер 13.03.2021.

## Заслуги
- Заслуженный профессор МЭИ.[5] Ветеран труда и Ветеран труда МЭИ.
- Лауреат премии «Почёт и признание Поколений» 2016 года.[6]
- Лауреат Государственной премии СССР (за разработку конструкции, освоение серийного производства и организацию эксплуатации 8-осных магистральных электровозов переменного тока типа ВЛ 80Т с автоматическим электрическим торможением)[7].
- Почётный железнодорожник
- Награждён медалями.